# Koseritz (Adelsgeschlecht)

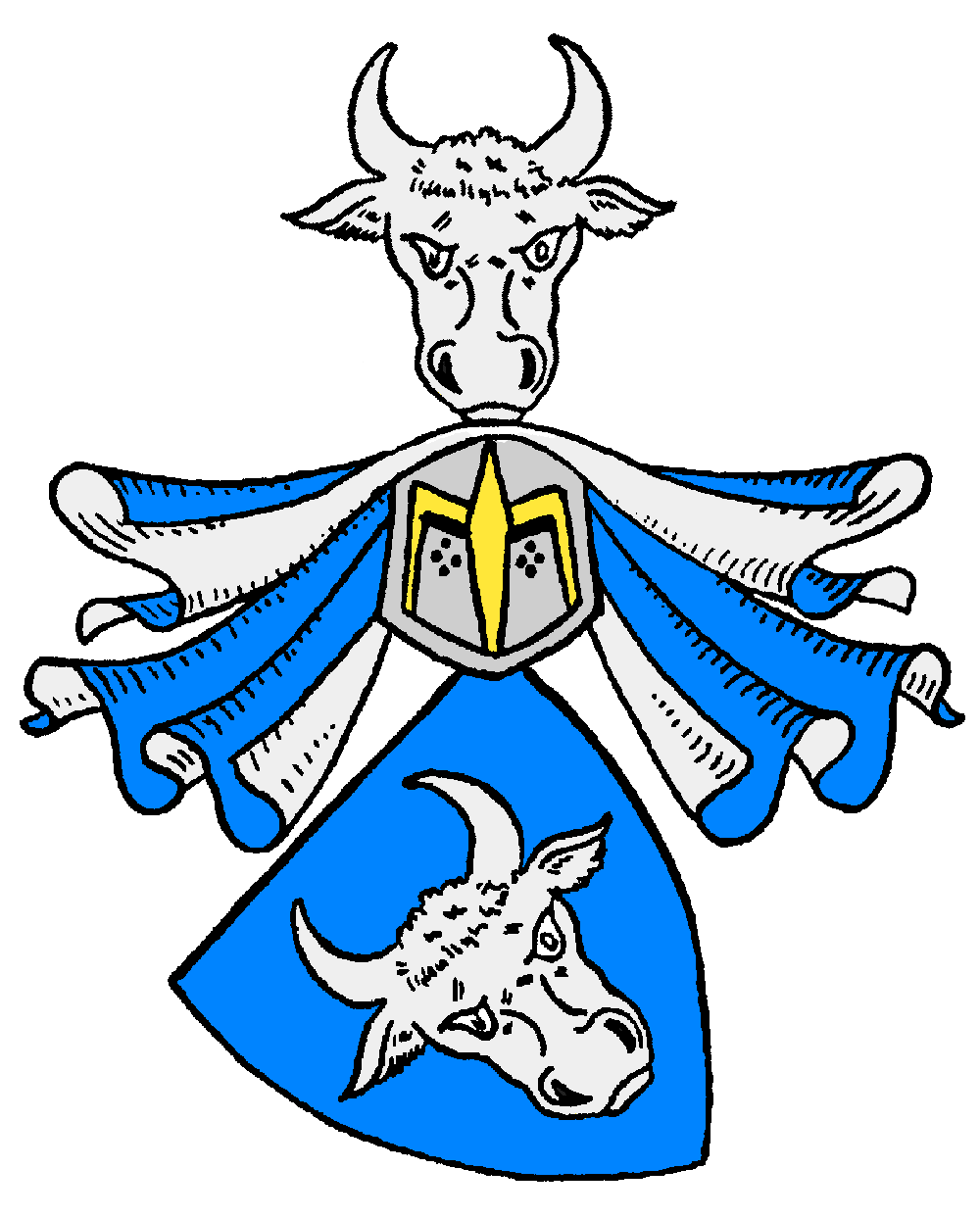
Wappen derer von Koseritz

Koseritz war der Name eines alten Oberlausitzer Adelsgeschlechtes mit dem Stammhaus Caseritz bei Kamenz.

## Geschichte
Das Geschlecht erscheint erstmals 1344 urkundlich mit Konrad von Koseritz, Pfleger des Deutschen Ordens zu Preußisch Holland. Lutold von Koseritz erscheint 1410 urkundlich auf Groß–Särchen, Oberlausitz. Die ununterbrochene Stammreihe des Geschlechts beginnt mit Nicol von Koseritz († 1517) auf Kessel bei Bischofswerda.
Die Familie verfügte über Besitzungen in Kursachsen, wie z. B. Gut Eulenfeld bei Eilenburg, in Nauendorf, Döbernitz, Cosabra, Rüdigsdorf und Nauenhof.

## Wappen
Das Wappen zeigt in Blau einen silbernen Büffelkopf. Auf dem Helm mit Blau-silbernen Decken der Büffelkopf.

## Persönlichkeiten
- Daniel von Koseritz, Hofrichter, Amtshauptmann zu Wittenberg
- Hans Jakob von Koseritz (1610–1648), kursächsischer Rat
- Johann Siegfried von Koseritz, englischer General
- Ernst Ludwig Koseritz (1805–1838), württembergischer Offizier und Verschwörer
- Karl von Koseritz (1832–1890), deutsch-brasilianischer Journalist und Vorkämpfer des Deutschtums im Süden Brasiliens
- Kurt von Koseritz (1838–1916), deutscher Staatsmann